# Маунд Сити (Канзас)
Маунд Сити (енгл. Mound City) град је у америчкој савезној држави Канзас.

## Демографија
По попису из 2010. године број становника је 694, што је 127 (-15,5%) становника мање него 2000. године.
| Група             | 2000.       | 2010.       |
| Белци             | 793 (96,6%) | 656 (94,5%) |
| Афроамериканци    | 12 (1,5%)   | 7 (1,0%)    |
| Азијати           | 0 (0,0%)    | 0 (0,0%)    |
| Хиспаноамериканци | 7 (0,9%)    | 12 (1,7%)   |
| Укупно            | 821         | 694         |